# Gunungtelu
Gunungtelu is een bestuurslaag in het regentschap Cilacap van de provincie Midden-Java, Indonesië. Gunungtelu telt 5606 inwoners (volkstelling 2010).